# Lista de pinturas de Campos Ayres
Está é uma lista de pinturas de Campos Ayres.  
Diógenes de Campos Ayres, nascido em Itapetininga no estado de São Paulo, no ano de 1881, e falecido na cidade de São Paulo, no ano de 1944, foi um pintor, desenhista e professor brasileiro. 
Em 1909, Ayres torna-se bolsista do Pensionato Artístico do Estado de São Paulo, e viaja para Paris. Estudou de 1909 a 1910 na Académie Julian, escola privada de pintura e escultura. Campos Ayres teve como inspiração para suas criações, algumas idas ao Museu do Louvre, que o colocou em contato com obras de paisagistas locais do século XIX, principalmente com as de Jean-Baptiste-Camille Corot.

## Lista de pinturas
| Imagem | Título                        | Data      | Material             | Coleção                                             | Versão audível |
| ------ | ----------------------------- | --------- | -------------------- | --------------------------------------------------- | -------------- |
|        | Retrato da Baronesa de Sabará | século XX | tinta a óleo cobre   | Coleção Fundo Museu Paulista Coleção Museu Paulista |                |
|        | Vista de São Vicente, 1870    | século XX | tinta a óleo madeira | Coleção Fundo Museu Paulista Coleção Museu Paulista |                |
|        | Vista de Atibaia, 1829        | século XX | tinta a óleo tela    | Coleção Fundo Museu Paulista Coleção Museu Paulista |                |
|        | Paisagem                      |           | tinta a óleo madeira | Pinacoteca Barão de Santo Ângelo                    |                |